# ميتش غرين
ميتش غرين (بالإنجليزية: Mitch Green)‏ مواليد 13 يناير 1957 في أوغستا، جورجيا، الولايات المتحدة، هو ملاكم أمريكي معتزل كان يصنف ضمن فئة الوزن الثقيل.

## إحصائيات
خاض خلال مسيرته 27 نزالا، فاز في 19 وتعادل في 1 وخسر في 6. فاز بالضربة القاضية في 12 نزالا.

## روابط خارجية
- ميتش غرين على موقع ميوزك برينز (الإنجليزية)
- ميتش غرين على موقع بوكس ريك (الإنجليزية) (registration required)